# Aleksandr Osminin
Aleksandr Petróvich Osminin (del ruso: Алекс́андр Петр́ович Осм́инин), conocido también como Alexander Osminin (19 de noviembre de 1981). Es un pianista ruso de música clásica.

## Biografía
Aleksandr Osminin nació en Moscú, Rusia el 19 de noviembre de 1981.
Desde 1988 hasta 1997 estudió en la Escuela de Música para Niños n.º 26 en Moscú, teniendo como primer maestro de piano a Antypko Inessa Veniaminovna.
Desde 1997 hasta 2000, estudió en el Colegio Musical Académico en Moscú. Después de graduarse de dicho colegio, ingresó en el Conservatorio Estatal de Moscú P. I. Chaikovski , donde estuvo bajo la tutela de reconocida pianista Elisso Virssaladze y continuando con su educación musical hasta completar su posgrado en 2008.

## Repertorio
Su repertorio abarca desde los maestros más antiguos de teclado hasta los compositores contemporáneos: desde D. Scarlatti, y J.S. Bach hasta I. Stravinsky y Hindemith P.
Como centro de su trabajo se encuentran las obras de W. Mozart, L. van Beethoven, F. Chopin, F. Schubert, R. Schumann, J. Brahms, F. Liszt, M. Musórgski, P. Chaikovski, S. Prokófiev y S. Rajmáninov.

## Recitales y Actividades
Ha dado conciertos en todo el mundo: en 2009 hizo una gira por nueve ciudades de Italia, realizando más de diez actuaciones. También pasó por: EE. UU., Japón, Francia, Austria, Suecia, Noruega, Alemania, Suiza, Portugal, Rumania y muchos pueblos de Rusia: Moscú, San Petersburgo, Krasnoyarsk, Perm, Тolyatti, Irkutsk, Arjánguelsk, Murmansk, entre otros.
Osminin dijo en una ocasión que «De todas las giras por el extranjero las más significativas para mí son mis conciertos en la Salle Cortot en París y también un concierto en solitario en una de las Salas de Gasteig en Múnich».
También vale la pena mencionar los recorridos por Ucrania, Georgia, Azerbaiyán y Kazajistán

## Orquestas y música de cámara
Como concertista solista Aleksandr está en asociación con muchas orquestas importantes. En 2005, 2006, 2007 dio conciertos en el Gran Salón del Conservatorio de Moscú con la Nueva Orquesta de Rusia, realizado por Yu. Bashmet.
Otra característica importante de su obra es la música de cámara. Aleksandr toca a menudo en conjuntos de cámara diferentes, en asociación con Natalia Gutman, Eliso Virsaladze, Buzlov Alexander, Andrey Baranov, Eugene Petrov, así como muchos otros.
Ha estado trabajando con el violista Fedor Belugin durante muchos años. Han grabado un CD de las composiciones de C. Franck, R. Schumann, J. Brahms.

## Competiciones
Algunas de las competiciones internacionales que Alejandro ha ganado o participado:
- 2010, 1 º premio, de Sibiu, Rumania. El Carl Filtsch Competencia en Rumanía.
- 2010, Mención especial con HONORES,[16] XIX Concurso internacional de piano de Ibiza, Ibiza[17]
- 2008, 1 º premio, Katrineholm, Suecia. La quinta competencia sueca Dúo Internacional.[18] (junto con F. Belugin)[19]
- 2008, 1 º premio, Pordenone, Italia. Luciano Gante Internacional de Piano de Competiciones.
- 2 ª premio, 2008, "Pausilypon"[20] Competencia en Nápoles.
- 2008, sexto premio, Moscú, Rusia. El Sviatoslav Richter Concurso Internacional de Piano[21][22]
- 2007, Premio del Público, semi-finalista, la ciudad de Sendai, Japón. Tercero Sendai Concurso Internacional de Piano.
- 2001, Semifinalista, Tiflis, Georgia. Segundo Concurso Internacional de Piano, Tiflis.[23] entre otros.

## Festivales
Además de las competiciones, Aleksandr ha participado en numerosos festivales internacionales de música:
- Animato en París[24][25]
- Julita Festival en Suecia[26]
- Festival de Música Clásica de Oporto (Portugal)
- S. Richter Festival de Música en Tarusa, Kaluga región, Rusia[27]
- Dedicado a Oleg Kagan Festival de Moscú[28]